# Maukspitze
La Maukspitze est un sommet des Alpes, à 2 231 m d'altitude, dans le Kaisergebirge, et en particulier dans le chaînon du Wilder Kaiser, en Autriche (land du Tyrol).

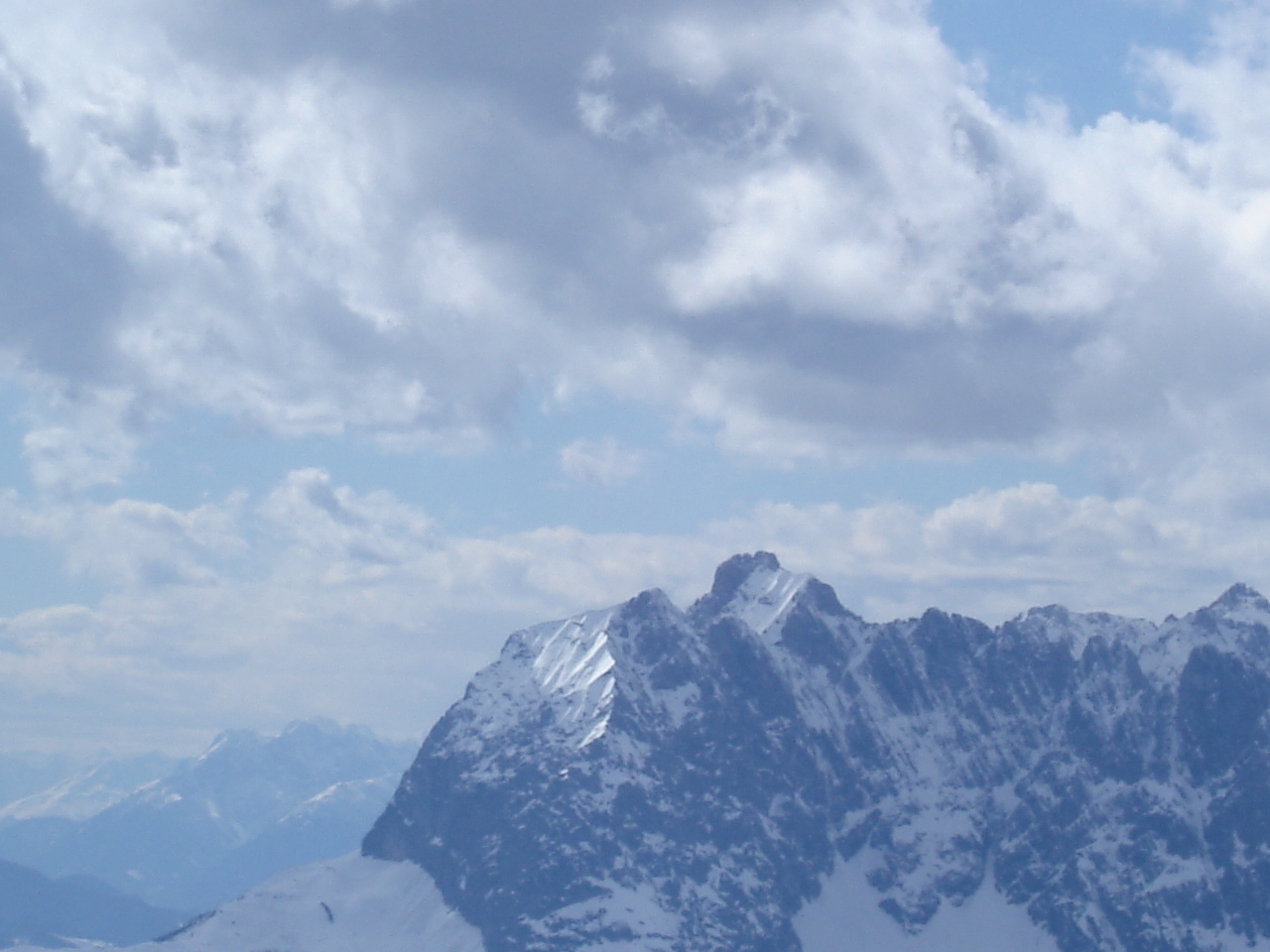
Vue de la Maukspitze (à gauche) et de l'Ackerlspitze (au centre) depuis le Steinplatte.